# Jeremy Hellickson
Jeremy Robert Hellickson, född den 8 april 1987 i Des Moines i Iowa, är en amerikansk professionell basebollspelare som spelar för Washington Nationals i Major League Baseball (MLB). Hellickson är högerhänt pitcher.

## Karriär

### Major League Baseball

#### Tampa Bay Rays

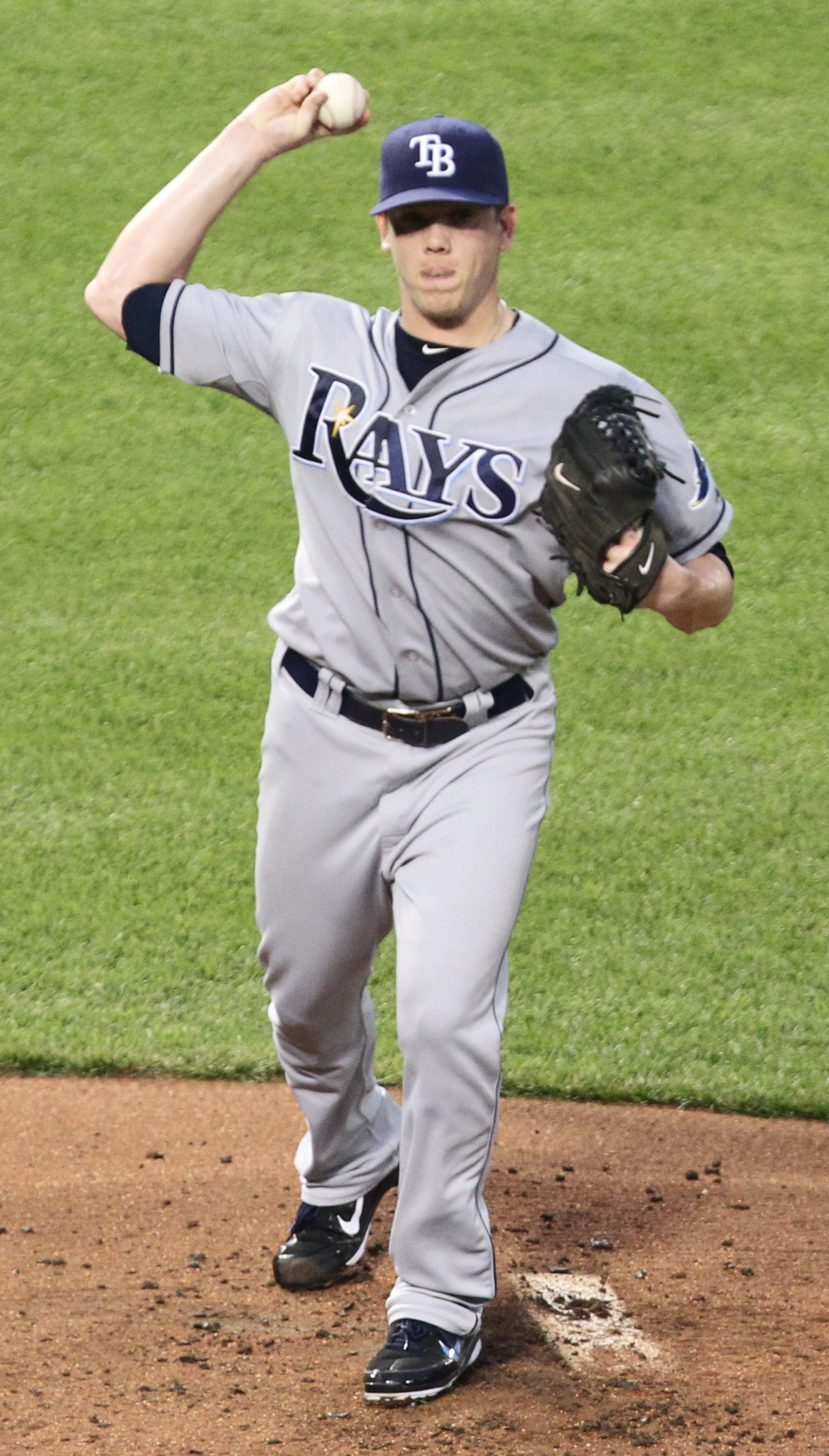
Hellickson i Tampa Bay Rays dräkt 2011.

Hellickson draftades av Tampa Bay Devil Rays 2005 som 118:e spelare totalt och redan samma år gjorde han proffsdebut i Devil Rays farmarklubbssystem. Efter fem säsonger i farmarligorna debuterade Hellickson i MLB den 2 augusti 2010. Han spelade så få matcher 2010 att han även 2011 räknades som nykomling (rookie).
2011 spelade Hellickson så bra att han utsågs till Rookie of the Year i American League efter att ha vunnit 13 matcher med en earned run average (ERA) på 2,95 och 117 strikeouts.
Året efter vann Hellickson en Gold Glove Award för sitt defensiva spel. Hans pitching var dock en aning sämre än året före; han vann 10 matcher med en ERA på 3,10 och 124 strikeouts.
2013 inledde Hellickson bra och var ett tag 10-4 (tio vinster och fyra förluster). Särskilt bra spelade han i juni och juli, då han var 8-1 med en ERA på 3,17. Därefter gick det sämre och i slutet av augusti hade årsstatistiken försämrats till 10-8 med en ERA på 5,21. I det läget bestämde Rays att Hellickson behövde en paus och placerade honom officiellt i en farmarklubb i en vecka, även om han aldrig åkte dit. Han slutade säsongen 12-10 med en ERA på 5,17 på 32 matcher, varav 31 starter. Hans ERA var klart sämst dittills i karriären och en av få ljuspunkter var att han satte personligt rekord i strikeouts (135).
I januari 2014 kom Hellickson och Rays överens om ett ettårskontrakt värt 3,625 miljoner dollar, och man undvek därigenom ett skiljeförfarande. Bara ett par veckor senare tvingades Hellickson dock till en mindre operation i höger armbåge och han kom därför att missa första halvan av 2014 års säsong. Först i början av juli, efter sex starter i farmarligorna, var han redo för comeback. Efter bara en match för Rays skickades han tillbaka till farmarligorna. Orsaken var att Rays inte behövde en femte starter på ett tag och man ville att Hellickson skulle få matchträning. I slutet av juli, efter två starter i farmarligorna, var han tillbaka hos Rays igen. För Rays var Hellickson under 2014 1-5 med en ERA på 4,52 på 13 starter.
Efter säsongen bytte Rays bort Hellickson till Arizona Diamondbacks i utbyte mot två unga spelare. Totalt under sina fem säsonger för Rays var han 40-36 med en ERA på 3,78 och 463 strikeouts på 115 matcher, varav 108 starter.

#### Arizona Diamondbacks
I januari 2015 kom Hellickson och Diamondbacks överens om ett ettårskontrakt värt 4,275 miljoner dollar, och man undvek därigenom ett skiljeförfarande. Mot slutet av augusti hamnade han på skadelistan på grund av en muskelbristning i vänster lårs baksida. Han var då 9-8 med en ERA på 4,60. Under 2015 års säsong var han 9-12 med en ERA på 4,62 på 27 starter. Efter säsongen bytte Diamondbacks bort honom till Philadelphia Phillies.

#### Philadelphia Phillies
I januari 2016 kom Hellickson och Phillies överens om ett ettårskontrakt som rapporterades vara värt sju miljoner dollar. Inför säsongsstarten utsågs han till startande pitcher i säsongens första match. Säsongen blev hans bästa på flera år; han var 12-10 med en ERA på 3,71 på 32 starter. Han satte nytt personbästa med 154 strikeouts och tangerade med 189,0 innings pitched sitt personbästa i den kategorin. Efter säsongen accepterade han Phillies så kallade qualifying offer om 17,2 miljoner dollar för en säsong.
Under 2017 var han i slutet av juli efter 20 starter 6-5 med en ERA på 4,73 när han byttes bort till Baltimore Orioles.

#### Baltimore Orioles
Under resten av 2017 års säsong startade Hellickson tio matcher för Orioles, men han hade en ERA på 6,97 och var bara 2-6. Efter säsongen blev han free agent.

#### Washington Nationals
I mars 2018 kom Hellickson överens med Washington Nationals om ett minor league-kontrakt och bjöds in till klubbens försäsongsträning. Han hann inte bli redo till säsongspremiären men gjorde debut för Nationals ett par veckor in på säsongen. I början av juni hamnade han på skadelistan på grund av en muskelbristning i höger lårs baksida och i mitten av augusti blev han skadad igen, denna gång i höger handled.